# 開泰銀行
開泰銀行，又简称KBank，旧称泰華農民銀行，泰國的商业銀行，创立于1945年，总部设在曼谷拍耶泰县。

## 历史
泰华农民银行创办于1945年6月8日，创始人是客家华商伍柏林，总部设在曼谷野虎路，注册资本500万泰铢，员工21人。创办后，该行成长迅速，仅截至当年年底（1945年12月31日），该银行的存款总额达到1200万泰铢，资产1500万泰铢。1961年，总资产达到4亿泰铢，成为泰国第四大银行。1967年，总部迁至是隆路。
1973年，泰华农民银行推出多用途信用卡，是泰国首家提供信用卡服务的银行。1976年，在泰国证券交易所上市，注册资本为3亿泰铢，总资产为600亿泰铢，有108个分支机构。1983年，总部迁至拍耶泰县拍鳳裕庭路。1995年，又迁至叻武拉纳县的摩天大楼总部内。
2003年4月8日，将其英文名由Thai Farmers Bank改为Kasikornbank。2012年，将其中文名改为开泰银行。
2021年，将总部迁回至拍耶泰县拍鳳裕庭路。

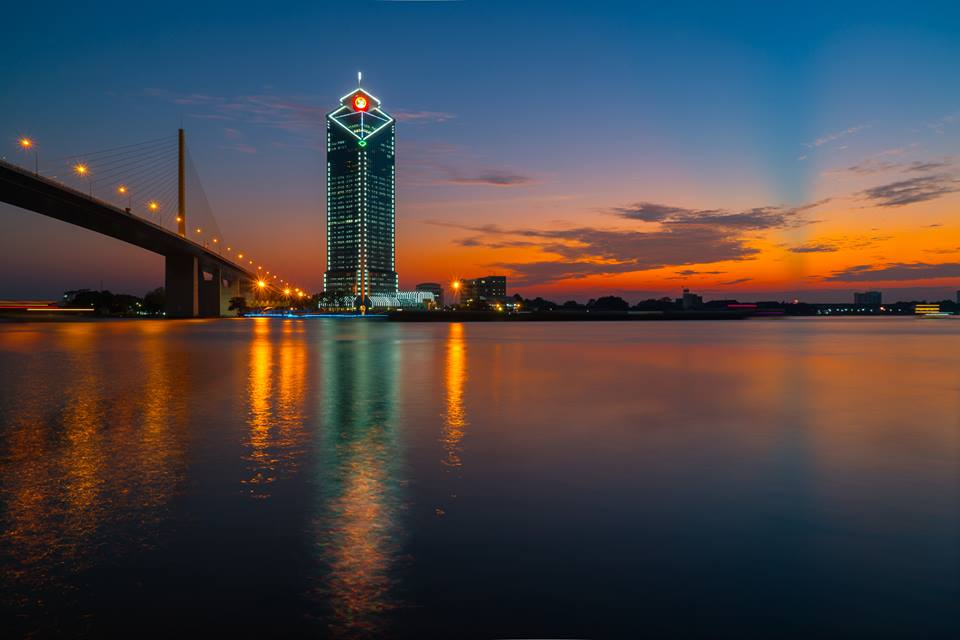
开泰银行在叻武拉纳县的办公楼
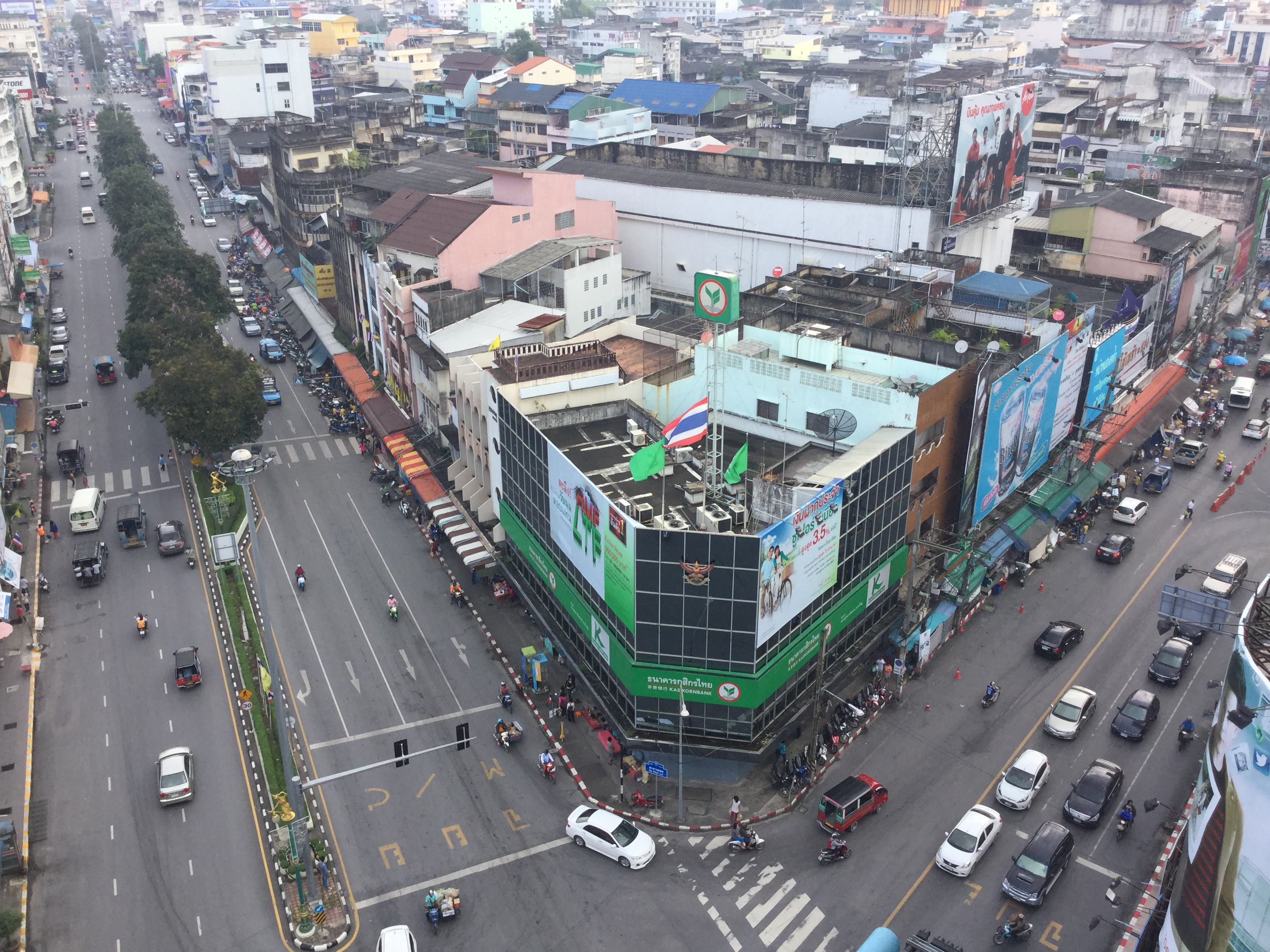
宋卡府合艾的分行
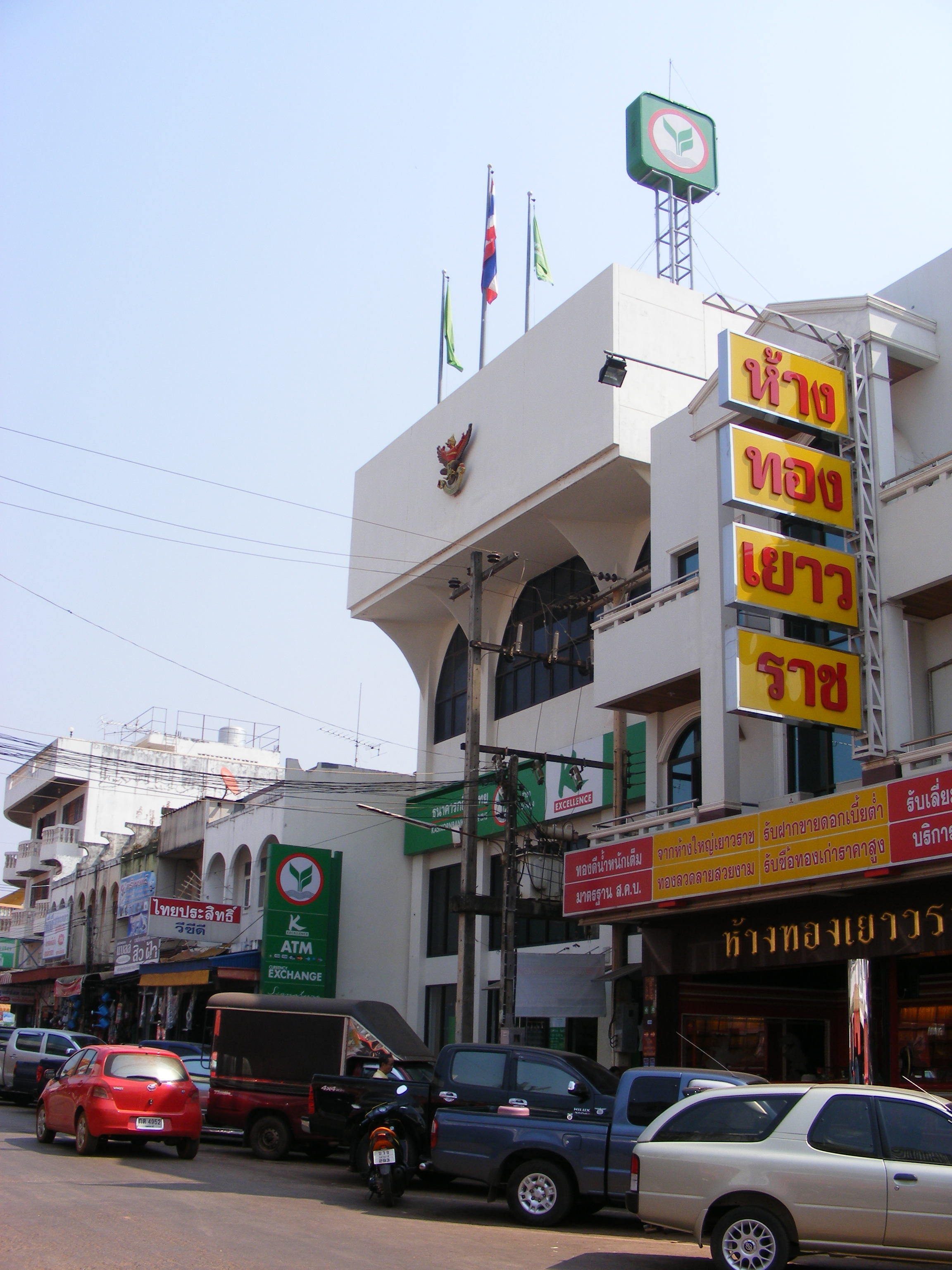
烏隆他尼府班東縣分行
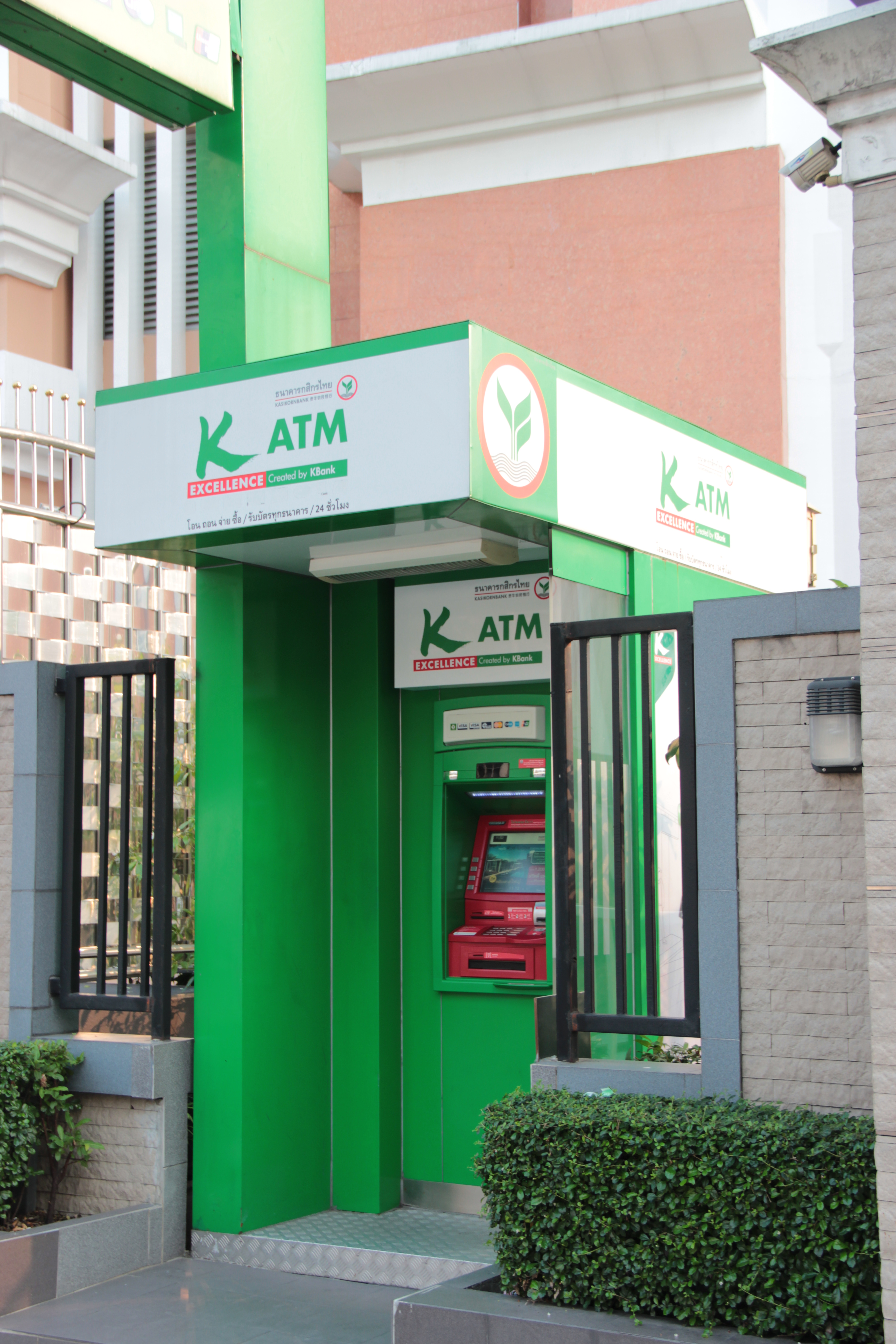
ATM機